# 윤고려

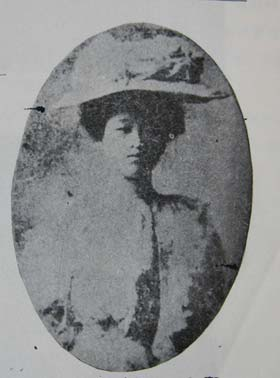
윤고려

윤고려(尹高麗, 1891년 4월 14일 ~ 1913년 12월 28일)는 대한제국과 일제강점기의 교육자, 사회운동가로 본명은 김고려, 김고라였다. 그는 윤치오의 한국 최초의 공개구혼 광고에 응모하여 결혼하였다.
1907년 양원여학교의 영어교사가 되었고, 1908년 11월부터는 양심여학교 창립을 주관하여 11월 11일 양심여학교를 개교하고 교장이 되었으며, 이후 양원여학교 교장직을 겸직했다. 양심여학교와 양원여학교는 후에 1915년 3월 동덕여학교에 흡수되었다.
조선과 대한제국의 문신 김윤정(金潤晶)의 딸로, 윤고려는 본래 성이 김씨였으나 남편을 따라 성을 바꾸었다. 결혼 후 김고라는 남편을 따라 성을 바꿔 ‘윤고라’로 불렸고, 여성교육운동을 전개하는 등 활발한 사회활동을 했지만, 20대의 젊은 나이로 세상을 떠나고 말았다. 독립운동가 겸 정치인 윤치호의 사촌이며 대한민국 4대 대통령 윤보선의 큰아버지인 윤치오의 둘째 부인이다. 의학자 윤일선의 계모이다. 본관은 청도이다.

## 생애

### 초기 활동
1891년(고종 28년) 김윤정의 딸로 태어났다.
일찍이 친정아버지 김윤정을 따라 미국으로 이주, 미국 서울 워싱턴의 여학교에 졸업하고 귀국하였다. 그 뒤 일본으로 유학하여 동경(도쿄)에서 여자학원에 입학하고 도쿄여자학원을 졸업한 뒤 귀국, 교육사업에 전념하였다.
1909년(융희 3년) 노병희의 《여자수신교과서》를 교열할 때, 프라이 교수 및 이화학당 출신인 예몌례 황 등과 함께 교과서 교열에 참여하였다.

### 교육 활동

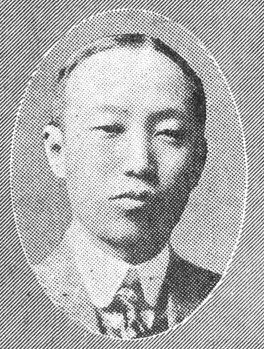
남편 윤치오

김고라는 신문과 방송으로 공개구혼한 윤치오(尹致旿)의 공개구혼에 응모하였다. 초창기의 자유결혼론은 연애와 무관했다. 대신 합리성과 투명성이 최고 원칙으로서 강조되었다. 신문에 구혼광고를 낸 후 후보자의 사진 및 제반 조건을 보고 결혼 상대를 정해야 한다는 주장이 설득력 있게 받아들여졌다. 청년 문관 윤치오는 이 주장에 따라 결혼 상대를 공모했고, 몇 명을 두고 저울질하다 김윤정의 딸 김고라를 선택했다. 당시 윤치오는 재혼이었고 그녀는 초혼이었다.
신문에 윤치오의 배우자 물색 소식이 실린 후 김고라 외에도 몇 명의 ‘신여성’이 후보에 지원했으며, 결국 김고라가 최종 낙점되었다는 것이다.
이후 그는 양원여학교의 영어교사로 초빙되었고, 후원회인 양원여학교유지회의 회장을 맡기도 했다. 남편 윤치오는 공개 구혼으로 재혼한 후처 윤고려가 양원여학교의 영어교사로 교단에 서는 것을 후원하였다. 당시 주변의 편견과 맏며느리라는 위치를 들어 윤고려를 중상비방하는 이들이 있었으나 윤치오는 오히려 아내 윤고려를 신뢰하고 적극 지지하였다. 그 뒤 윤고라는 유지와 정관계 인사들의 부인들을 설득하여 1908년 11월초에 창산군 부인 이씨와 함께 양심여학교 발기회를 조직하고, 양심여학교를 창립하는데 기여한다. 창산군의 어머니이자 경원군 이하전의 처 서대혜는 이들의 뜻을 이해하여 양심여학교의 재정을 지원하였다.
11월 11일 양심여학교가 개교되자 윤치오는 양심여학교의 개교, 자금을 후원하였다. 11월 11일 윤치오, 유길준, 윤치호 등을 양심여학교 재단 고문으로 위촉되었다. 이후 양심여학교 교장, 양원여학교의 교장을 역임하였다.

### 최후
한일합방 이후에도 양원여학교의 교장과 영어교사, 양심여학교 교장 직을 맡았다. 그러나 1913년 12월 28일 병으로 사망하였다. 사망 당시 슬하에 2남 1녀가 있었다.
그가 사망하고 양심여학교와 양원여학교는 1915년 3월 동덕여학교(동덕여대의 전신)에 흡수되었다.

### 사후
아산군 음봉면 원남리 180-2번지 남편 윤치오와 합장되었다.

## 평가
김고라는 '외교관이었던 아버지 덕에 일본ㆍ미국에서 여학교를 마친 보기 드문 여성이었다.'는 평가도 있다. 국민보는 그녀의 서거 기사를 취재할 때, 여성교육을 위한 활동에 열심이였고 경성 있는 양심·양원 두 여학교 교장으로 재직 중 불행히 요절하였다.며 아쉬워했다.

## 기타
1899년 외국생활에서 돌아온후 양장착용을 하였는데, 그가 양장착용을 한 것이 여성 양장착용의 효시라 한다.

## 가족 관계
- 남편: 윤치오(尹致旿, 1869년 8월 5일 - 1949년 12월 2일)
  - 딸: 윤융희[7]
  - 아들: 윤욱선
  - 아들: 윤창선[7]
- 친정아버지: 김윤정(金潤晶, 1869년 6월 25일 - 1949년 10월 23일)

## 같이 보기
- 양심여학교
- 양원여학교
- 윤치오
- 윤치호
- 김윤정

## 참고 문헌
- 유수경, 《한국여성양장변천사》 (일지사, 1990) 131쪽
- 이화100년사편찬위원회, 《이화100년사, 1권》 (이화여자대학교출판부, 1994)